# As (munteenheid)
De as (meervoud asses) is een munteenheid en een bronzen of koperen munt die in het Romeinse Rijk werd gebruikt en tijdens de Romeinse Republiek en de eerste eeuw van het Romeinse keizerrijk.
De oorsprong van het woord as is niet geheel bekend, maar komt waarschijnlijk van Aes Signatum, een "getekende baar" (brons). De as was de basiseenheid van het Romeinse muntenstelsel. De eerste ons bekende as dateert uit 280 v.Christus Tijdens deze periode was de as een grote gegoten bronzen munt van ruim 50 gram met meestal een Januskop op de voorzijde. Geleidelijk nam het gewicht van de as af en hij verdween zelfs helemaal van het toneel toen rond 140 v.Chr. de denarius, tot dan 10 as waard, werd gerevalueerd tot 16 as.
Na de hervorming van het muntenstelsel door keizer Augustus in 23 v.Chr. behoorde de as, samen met de dupondius (2 as), sestertius (4 as), denarius (16 as) en aureus (400 as) tot de meest gangbare munten. Vooral tijdens de eerste eeuw waren ook kleinere denominaties gangbaar, namelijk de semis (halve as) en de quadrans (kwart as). 
De as werd vanaf die tijd geslagen uit puur koper en was aanzienlijk kleiner dan de gegoten bronzen voorgangers (zie illustratie). De as kon door zijn roodachtige koperkleur goed onderscheiden worden van de goudkleurige orichalcum dupondius die ongeveer even groot maar twee keer zoveel waard was. Dit verschil is nu vaak moeilijk zien door de verkleuringen van het eeuwenoude metaaloppervlak. Een ander verschil, dat na Claudius standaard werd, was dat het keizerlijk portret op een 'as' was gekroond met een lauwerkrans en op een dupondius met een stralenkroon.
Tijdens Nero en ook Trajanus zijn op experimentele basis ook orichalcum asses geslagen, die te onderscheiden waren van de dupondius door hun geringere grootte (zie illustratie).
Geleidelijk aan werd de as, evenals alle andere denominaties, steeds minder waard. Na Marcus Aurelius was de as de laagste munteenheid geworden en werd hij hoe langer hoe minder gebruikt, tot hij, na de herziening van het muntenstelsel door Diocletianus geheel verdween.

## Galerij
Voorbeelden van asses. Van links naar rechts, eerste rij: (a) Gegoten bronzen as (Aes grave) van de Romeinse Republiek rond 240 v.Chr.-225 v.Chr. (259.53 g); (b) en (c): roodkoperen geslagen asses van resp. "Caligula" rond 37-38 (11.5 g) en Nero, Lugdunum as uit ca 65 (10.8 g); (d) geslagen koperen asses van Hadrianus rond 134-138 (13.26 g) en Lucius Verus van 161 (10.7 g)

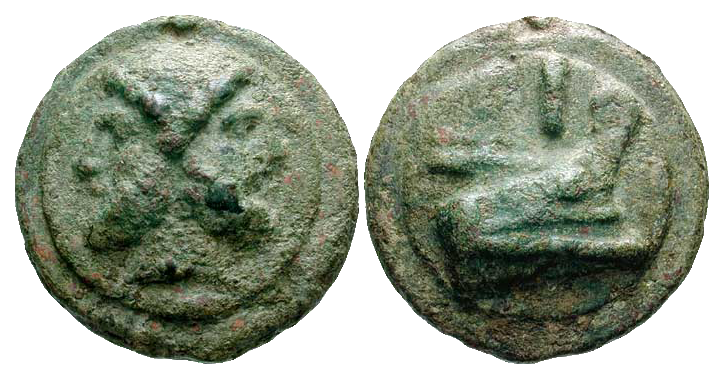
(a)
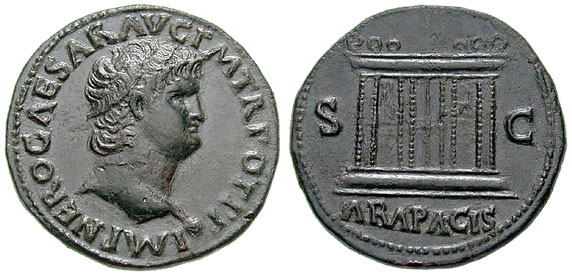
(c)
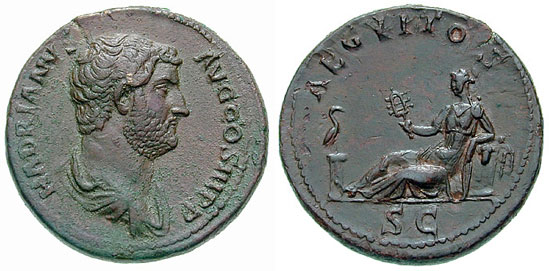
(d)

Aes · Antoninianus · Argenteus · As · Aurelianianus · Aureus · Barbaarse imitatie · Cistophorus · Denarie · Dupondius · Follis · Miliarense · Nummus · Quadrans · Quincunx · Semis · Sestertie · Siliqua · Solidus · Spintria · Tessera · Triens